# Podniebna krucjata
Podniebna krucjata (ang. The High Crusade) – komedia science fiction produkcji niemieckiej w reżyserii Klausa Knoesela i Holgera Neuhausera z 1994 roku, na podstawie powieści Poula Andersona z 1960 o tym samym tytule.

## Fabuła
Historia zaczyna się w momencie, gdy Saraceni zajmują Jerozolimę i zaczynają rzeź angielskiej armii. Przy życiu pozostaje jedynie garstka rycerzy. Posłaniec wyrusza z wiadomością do Anglii, by prosić o ratunek dla tych, którym udało się uniknąć śmierci z rąk wroga. W kraju odbywa się uroczystość. Sir Roger poślubia wyższą urodzeniem damę, którą wygrał przypadkowo w pojedynku na kopie. Węzłem małżeńskim ma ich połączyć spowiednik i nauczyciel sir Rogera, brat Parvus. Ceremonię zaślubin zakłóca przybycie posłańca z Jerozolimy, który niesie wieść o śmierci 400 najlepszych rycerzy i mieście zajętym przez muzułmanów. Za cichymi wskazówkami Rudego Johna sir Roger przygotowuje rycerzy do krucjaty. Małżonka, lady Catherine, wymusza na mężu, by zabrał ją ze sobą na wojenną wyprawę.
W pobliżu zamku ląduje dużych rozmiarów statek kosmiczny wrogo nastawionych obcych Wersgorów. Rozpoczyna się bitwa. Przed świtem kosmici zostają pokonani i poza jednym, który zostaje ujęty przez ziemian, chronią się w części swojego statku. Przy użyciu więźnia - Branithara, Sir Roger rozpoczyna walkę o zdobycie statku (w celu jego dalszego wykorzystania go w bitwie krzyżowej) co ostatecznie mu się udaje. Branithar obiera jednak całkowicie inny kurs i średniowieczni rycerze trafiają na planetę obcych, gdzie po raz kolejny muszą zmierzyć się z nowym wrogiem i jego nowoczesną techniką. Atakowani ze wszystkich stron Anglicy nie poddają się. Walczą za króla i ojczyznę.
Kiedy klęska wydaje się być bliska, sir Roger obmyśla plan ucieczki z planety. Rudy John próbuje spoić kosmitę Branithara, by podstępem zdobyć informację, jak uruchomić statek. Kosmici klonują sir Rogera, by manipulować rycerzami. Jako pierwsza w pułapkę wpada Catherine. Fałszywemu Rogerowi udaje się zdobyć Catherine.